# Cortes de cocina

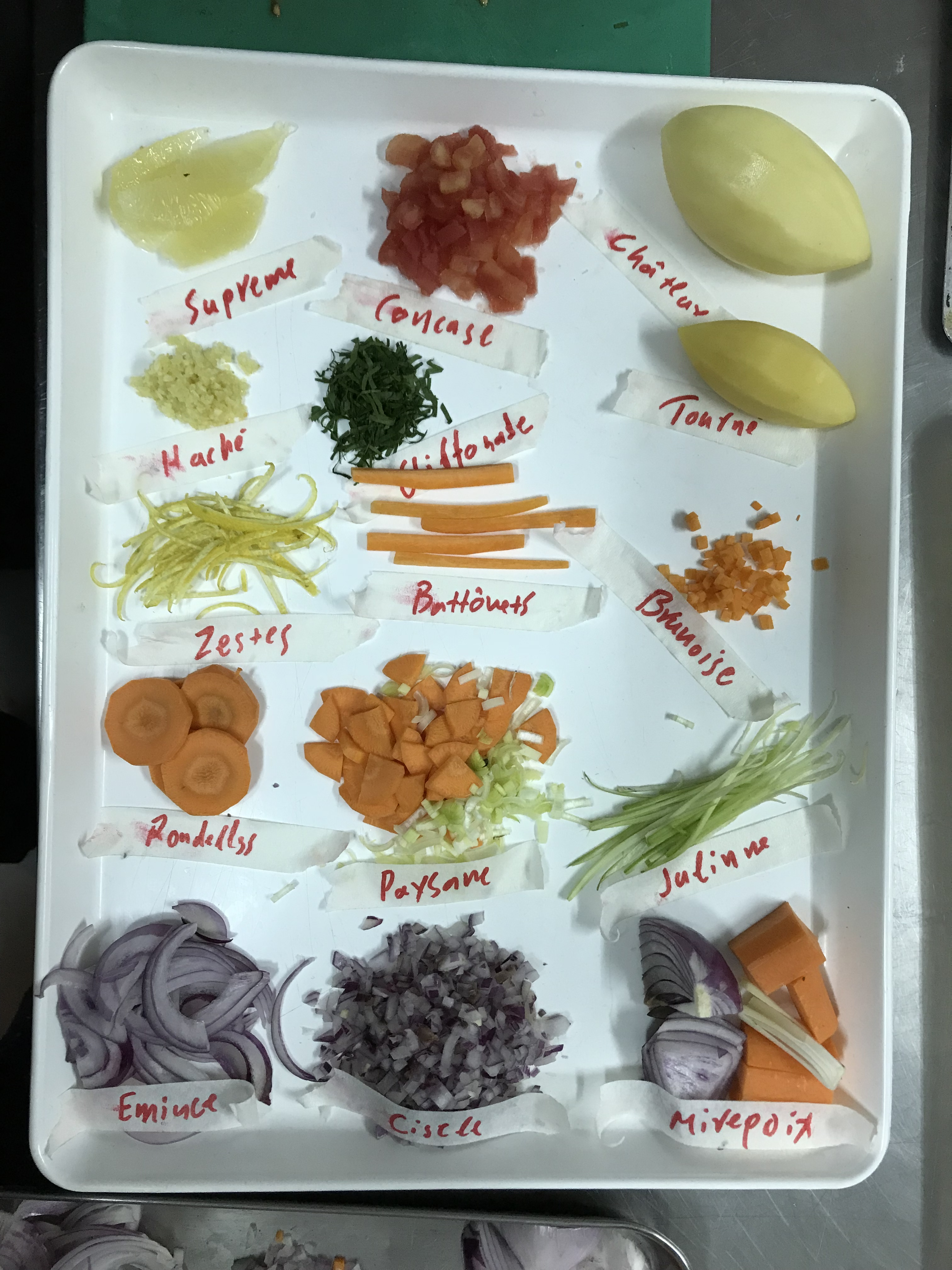
Cortes de cuchillos con su nombre francés correspondiente

Los cortes de cocina o técnicas de cortes son las diferentes maneras de cortar con un cuchillo o elementos afilados como la mandolina los alimentos, especialmente vegetales o frutas, aunque también quesos duros o algunas carnes. No debe confundirse con los cortes de la carne. 
Cada corte produce una porción de comida estandarizado, y existen formas concretas para sostener el cuchillo y cortar los alimentos rápida y profesionalmente. Esta técnica de corte es de imperativo aprendizaje para todos los cocineros profesionales o aspirantes a ser chefs, o simplemente para todo aquel que cocine regularmente.
Las dos formas básicas para cortar son en tiras y en dados, también dicho en cubos. Las tiras se definen por ancho (del más grueso al más delgado) como pont-neuf, batonnet, allumette, julienne y fine julienne. Los dados o cubos no poseen nombres según el tamaño, excepto cuando es muy pequeño, que se le dice brunoise.

## Cortes de cocina europea

### Cortes en tiras
Los cortes en tiras incluyen:
- Pont-neuf; el corte más grueso, cuyo referente más común son las patatas fritas. Técnicamente, miden de 1×1× 6 a 8 cm a 2×2×8 cm.[2][3]
- Batonnet; (lit. «bastoncillos») mide aproximadamente 0.6 × 0.6 × 5 - 6 cm.
- Mignonette; bastones de 0.5 cm x 0.5 cm x 6 cm.
- Julienne (juliana); referido como el allumette cuando se usa en papas, y a veces también llamado "corte de fósforo" (que es la traducción de "allumette" del francés), la juliana mide aproximadamente 1⁄8 por 1⁄8 por 1–2 pulgadas (0.3 cm × 0.3 cm × 3 cm – 5 cm). También es el punto de partida para el corte brunoise. La primera referencia a Julienne ocurre en Le Cuisinier Royal de François Massialot en 1722.
- Fine julienne (juliana fina); la juliana fina mide aproximadamente 1⁄16 por 1⁄16 por 1–2 pulgadas (0.2 cm × 0.2 cm × 3 cm – 5 cm), y es el punto de partida para el corte fino de brunoise.
- Chiffonade (chifonada), una técnica para enrollar hojas verdes y cortar el rollo en secciones de 4 a 10 mm de ancho

### Cortes en dados
Los cortes en dados o cubos (seis lados pares) incluyen:
- Maxime, cubos que miden ~40×40×40 mm..
- Rissolée, cubos que miden ~30×30×30 mm..
- Parmentier, cubos que miden ~20×20×20 mm. Por Antoine Parmentier.
- Macédoine, cubos que miden ~5×5×5 mm.
- Brunoise, cubos que miden ~3×3×3 mm.
- Fine brunoise, cubos que miden ~2×2×2 mm.

### Otros tipos de cortes
Otros cortes incluyen:
- Tourné, 50 mm de largo con siete caras, generalmente con una protuberancia en la parte central.
- Mirepoix, picado más o menos al azar, dando como resultado todas las piezas en una variedad de tamaños y formas.
- Rondelle («arandela»), 3–10 mm.
- Paysanne, 10×10× 3 mm.
- Lozenge, forma de diamante, 10×10×3 mm.
- Fermière, se inicia con un rondelle y se corta en cuartos.
- Demidov, corte en zig-zag.
- Olivette, noisette, parisien («oliva, avellana, parisino»), son cortes sobre todo aplicados a patatas, en el que se hacen bolitas a partir de un sacabocados o una cuchara parisina.
- Gaufrette («rejilla»), corte aplicado a patatas de aproximadamente 1.5 a 2 mm de espesor, se obtiene con mandolina.
- Haché; corte de hierbas de aproximadamente 3 mm de ancho.

## Cortes de cocina japonesa
En la gastronomía japonesa existen los siguientes cortes:
- Arare-giri (霰切り), cortado en cubitos.
- Hangetsu-giri (半月切り), en media luna.
- Sainome-giri (賽の目切り), cortado en cubitos.
- Sasagaki (笹( 搔き), en virutas.
- Sen-giri (繊切り / 千切り), en tiras.
- Tanzaku-giri (短冊切り), en palillos chinos.
- Wa-giri (輪切り), en anillos.
- Hyōshigi (拍子木) o hyōshi-giri (拍子切り), en tiras, que da piezas rectangulares y gruesas y se usa sobre todo para verduras.

También hay cortes decorativos, llamados kazari-giri (飾り切り), como el hanagata-giri (花形切り) que es en forma de flores.
Estos recortes se usan en particular para decorar los bentō infantiles, usando caracteres llamados kyaraben (キャラ弁) o charabén, de character «personaje» y bento, «personajes del bentō».